# Groß Molzahn
Groß Molzahn ist eine Gemeinde im Westen des Landkreises Nordwestmecklenburg in Mecklenburg-Vorpommern (Deutschland). Die Gemeinde wird vom Amt Rehna mit Sitz in der gleichnamigen Stadt verwaltet.

## Geografie
Die Gemeinde Groß Molzahn im Biosphärenreservat Schaalsee liegt etwa acht Kilometer nordostwärts von Ratzeburg und 17 Kilometer südwestlich vom Amtssitz Rehna. Die Umgebung Groß Molzahns ist reich an Hügeln, Wäldern und Seen (Mechower See, Lankower See, Röggeliner See). Die Seen sind als Naturschutzgebiete ausgewiesen.
Wenn man sich durch das Zentrum des Dorfes bewegt, das so genannte Rundlingsdorf, bemerkt man starke Höhenunterschiede. Das Höhenprofil ist von Norden nach Süden verlaufend und entspricht der damaligen Fließrichtung des Weichseleiszeit-Gletschers.
Einst mit Wasser gefüllt, wurden Teilbereiche der schwer zugänglichen Niederungen verrohrt, um für die Landwirtschaft genutzt zu werden. Die Ackerzahl liegt etwas über 45 Punkten. Damit stellen die Agrarflächen mit die fruchtbarsten im Land Mecklenburg-Vorpommern dar.
Das Aussehen der nicht bewirtschafteten Flächen wird durch wild blühende Pflanzen sowie durch Laub- und Nadelbäume bestimmt. Alle diese Flächen werden durch die Aufnahme in das Naturschutzgebiet geschützt. Auch Bäume, ab einem bestimmten Umfang auf privaten Grundstücken, dürfen daher nur mit einer entsprechenden Genehmigung gefällt werden. Einige umliegende Flächen wurden vom Zweckverband Schaalsee-Landschaft gekauft, um sie zu Naturschutzflächen zu entwickeln.
Der Naturschutz, darunter auch Artenschutz, ist somit ein bestimmender Faktor für die Gemeinde mit ländlichem Charakter.

## Geschichte

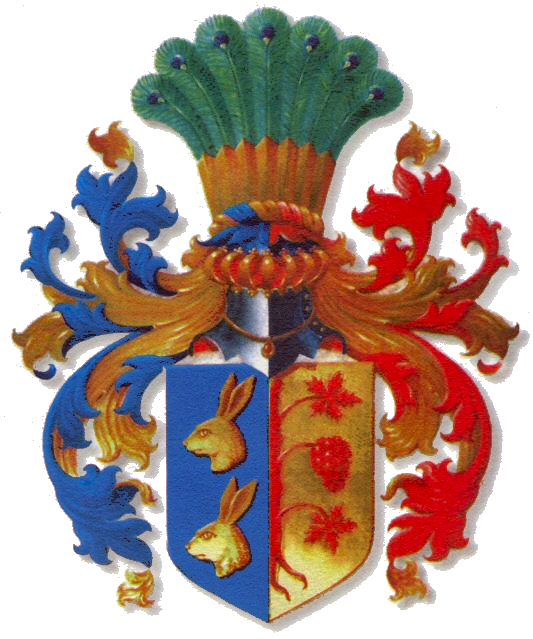
Stammwappen derer von Maltza(h)n

1194 wird ein Ritter Bernhardus de Mulsan im als Schiedsrichter im Isfriedschen Teilungsvertrag erwähnt, der als Stammvater der später in Mecklenburg und Vorpommern weit verbreiteten Adelsfamilie Maltzahn (früher auch Molzan geschrieben) gilt. Der Ort Molzahn wird erstmals 1230 im Ratzeburger Zehntregister urkundlich erwähnt. Eine vermutlich hier errichtete Motte gilt als Stammsitz der im Zehntregister vielfach als Lehnsmänner des Ratzeburger Bischofs erwähnten Herren von Molzahn.
Im August 1945 wurden durch das sowjetische NKWD sieben Jugendliche verhaftet und im Speziallager Nr. 9 Fünfeichen (Neubrandenburg) interniert. Über ihr weiteres Schicksal ist nichts bekannt.
In der DDR-Zeit lag die Gemeinde im Sperrgebiet. Die innerdeutsche Grenze – heute Landesgrenze zu Schleswig-Holstein – liegt in knapp drei Kilometer Entfernung.
Am 1. Juli 1950 wurden die bisher eigenständigen Gemeinden Klein Molzahn und Lankow eingegliedert. Klein Molzahn wurde am 1. Januar 1973 wieder ausgegliedert.
Nördlich des Dorfes entstand um 1970 eine Milchviehanlage, welche noch heute wirtschaftet. Aus dieser Zeit stammt auch die nicht mehr im Betrieb befindliche Maschinen-Traktoren-Station (MTS). Groß Molzahn gehörte zu den vier Technikstützpunkten im Kreis Gadebusch.
Die NVA betrieb anderthalb Kilometer nordwestlich von Groß Molzahn den Hubschrauberlandeplatz 3370 für die Funktechnische Kompanie 432. Diese wurde von der Bundeswehr nicht übernommen und außer Dienst gestellt. Seit dem Zusammenbrechen der DDR sowie dem damit einhergehenden Wegfall des Sperrgebietsstatus genießt Groß Molzahn Einwohnerzuwächse und verbesserte infrastrukturelle Einbindungen in die Region.

## Politik

### Gemeindevertretung
Die Wahl vom 26. Mai 2019 hatte folgende Ergebnisse:
- 4 Sitze – Wählergemeinschaft Groß Molzahn
- 2 Sitze – Einzelbewerber

### Wappen, Flagge, Dienstsiegel
Die Gemeinde verfügt über kein amtlich genehmigtes Hoheitszeichen, weder Wappen noch Flagge. Als Dienstsiegel wird das kleine Landessiegel mit dem Wappenbild des Landesteils Mecklenburg geführt. Es zeigt einen hersehenden Stierkopf mit abgerissenem Halsfell und Krone und der Umschrift „GEMEINDE GROß MOLZAHN • LANDKREIS NORDWESTMECKLENBURG“.

## Sehenswürdigkeiten
Auf Reittouristen und Wanderer ist die sogenannte „Grenzland-Tour“ um den Lankower See zugeschnitten. Dort befindet sich ein Teilstück des Mönch-Ernestus-Wanderweges der Strecke Rehna-Ratzeburg. Die Umgebung Groß Molzahns mit Agrarflächen, Feuchtwiesen und Bruchwälder sind Lebensräume seltener Arten wie Kranich, Kormorane, Seeadler, Rohrdommel und Rotbauchunke.

## Verkehrsanbindung
Durch die Nähe zur Bundesstraße 208 ist Groß Molzahn gut an das überregionale Straßennetz angeschlossen. Zwölf Kilometer nördlich führt die Bundesautobahn 20 vorbei. In den umliegenden Städten Ratzeburg, Rehna und Gadebusch bestehen Bahnanschlüsse. Über die Nachbargemeinde Schlagsdorf und die Wakenitzbrücke bei Rothenhusen in der Gemeinde Groß Sarau besteht Anschluss an die B 207 und die A 20 Richtung Hamburg/Lübeck.